# Mamadou Diabaté
Mamadou Diabaté (Kita, Mali - 1975) es un destacado músico tradicional africano especializado en kora.

## Biografía
Mamadou Diabaté (pronunciado mamadú) nació en 1975 en Kita, una ciudad de Malí afamada por ser centro de las artes y la cultura mandinga en África Occidental. El nombre Diabaté indica que Mamadou procede de una familia de jelis, que es como se les conoce en el idioma mandinga a sus músicos tradicionales. que además, utilizan la música y a veces la oratoria para conservar y mantener las tradiciones de un pasado que se remonta al siglo XIII, cuando el rey mandinga, Sunjata Keita consolidó el vasto Imperio de Malí, que abarcada gran parte de África Occidental. Los relatos e historias de aquellos días gloriosos siguen siendo pilares fundamentales para el pueblo de los mandingas, además de para muchos otros ciudadanos de Mali, Guinea, Gambia y Senegal.
Nacer dentro de una familia distinguida de griots o jelis es una ventaja social. El padre de Mamadou, Djelimory Diabaté, también tocaba la kora -una especie de arpa de 21 cuerdas propia de los jelis- en el Conjunto Instrumental de Malí. A la edad de cuatro años, Mamadou se fue vivir con su padre, que vivía en Bamako, donde tiene su sede el conjunto. Cuando llegó el momento de regresar a Kita y empezar sus estudios convencionales en la escuela, Mamadou ya tenía claro que la kora iba a ser realmente su destino. Su padre le enseñó a afinar el instrumento y, a partir de ahí, se dedicó a ensayar obsesivamente con la kora hasta el punto que su madre se preocupó porque no se concentraba en escuela. Debido a ello, su madre le quitó su kora. Aun así, Mamadou redujo todavía más su interés en estudiar en la escuela, y rápidamente se puso a fabricar su propia kora para continuar aprendiendo.
Poco después, Mamadou dejó la escuela y empezó a tocar la kora con cantantes jeli locales, viajando por toda la región para actuar en ceremonias y ganarse la vida como lo hacen los jelis en la actualidad.
A los quince años, Mamadou ganó el primer premio de kora en una competición regional, adquiriendo popularidad localmente. Al año siguiente se fue a Bamako para continuar su formación con su primo, el afamado intérprete de kora Toumani Diabaté. Trabajó el circuito de los jeli, acompañando a cantantes en bodas y bautismos del barrio y también entretenido a los inquilinos del lujoso Hotel Amitié de la ciudad. Toumani le dio a su primo el apodo de Djelika Djan, que significa "jeli alto", en referencia a la gran estatura física de Mamadou.
En 1996, se unió al Conjunto Instrumental de Malí gracias al cual le ofrecieron la oportunidad de viajar, junto a otros músicos mandingas, y actuar en EE. UU., donde se radicó, viviendo primero en Nueva York y después en Durham, Carolina del Norte. En USA, Mamadou ha actuado con variados músicos del país, como los músicos de jazz Randy Weston y Donald Byrd, maestros del blues como Eric Bibb y Guy Davis así como con grupos que unen músicos de Malí y de los EEUU.

## Premios y reconocimientos
- 2010 Grammy Best Tradition Music. Ganador.
- 2005 Grammy Best Tradition Music. Nominado.

## Discografía
Ha grabado los siguientes discos:
Como líder
- Tunga (2000)
- Behmanka (2005) Nominado al Grammy Best Tradition Music.
- Heritage (2006)
- Douga Mansa (2008). Ganador del Grammy Best Tradition Music.

Colaboraciones
- Strings Tradition (2008) Una reunión de músicos de Mali e India.

## Curiosidades
Mamadou no debe ser confundido con el artista del mismo nombre y apellido, pero que toca el balafón y es de Burkina Faso.